# Chelsea Marshall
Chelsea Marshall (* 14. August 1986 in Randolph, Vermont) ist eine ehemalige US-amerikanische Skirennläuferin. Sie war auf die Disziplinen Abfahrt und Super-G spezialisiert. Ihre Brüder Jesse und Cody waren ebenfalls Skirennläufer.

## Biografie
Marshall nahm im Dezember 2001 erstmals an FIS-Rennen teil, Einsätze im Nor-Am Cup folgten ab Januar 2002. Sie gehörte ab der Saison 2004/05 zu den erfolgreichsten Athletinnen in dieser nordamerikanischen Kontinentalmeisterschaft und erreichte in der Gesamtwertung und in den Disziplinenwertungen regelmäßig vordere Platzierungen. So gewann sie in der Saison 2007/08 die Wertungen in den Disziplinen Abfahrt, Super-G und Kombination.
Ihr erstes Weltcup-Rennen bestritt Marshall am 3. Dezember 2006, den Super-G in Lake Louise (Platz 44). Bis zu den nächsten Weltcupeinsätzen verging jedoch ein weiteres Jahr. Am 9. Februar 2008 überraschte sie mit Platz 8 in der Abfahrt von Sestriere, bei der sie erstmals Weltcuppunkte gewann. Trotz mehrerer Platzierungen unter den besten 30 konnte sie dieses Ergebnis zunächst nicht bestätigen. Erst am 30. Januar 2010 erzielte sie als Zehnte der Abfahrt von St. Moritz ihr zweites Top-10-Resultat. Bei den Weltmeisterschaften 2009 in Val-d’Isère wurde sie 27. in der Abfahrt. Bei den Olympischen Winterspielen 2010 in Vancouver startete sie im Super-G, kam aber nicht ins Ziel.
Die Saison 2010/11 musste Marshall wegen Rückenschmerzen im Januar vorzeitig beenden, auch die Saison 2011/12 war wegen einer Seitenbandoperation im Knie im Januar zu Ende. Nachdem sie im Training einen Schienbeinbruch erlitten hatte, erklärte sie im Juli 2013 ihren Rücktritt vom Spitzensport.

## Erfolge

### Weltmeisterschaften
- Val-d’Isère 2009: 27. Abfahrt

### Weltcup
- 2 Platzierungen unter den besten zehn

### Nor-Am Cup
- Saison 2004/05: 4. Gesamtwertung, 3. Super-G-Wertung, 5. Abfahrts-Wertung
- Saison 2005/06: 4. Gesamtwertung, 3. Abfahrts-Wertung
- Saison 2006/07: 3. Gesamtwertung, 2. Kombinations-Wertung, 3. Super-G-Wertung, 4. Abfahrts-Wertung
- Saison 2007/08: 2. Gesamtwertung, 1. Abfahrts-Wertung, 1. Super-G-Wertung, 1. Kombinations-Wertung
- 18 Podestplätze, davon 2 Siege

### Junioren-Weltmeisterschaft
- Bardonecchia 2005: 5. Kombination, 14. Riesenslalom, 17. Slalom, 19. Abfahrt, 23. Super-G
- Québec 2006: 21. Super-G, 22. Slalom, 23. Abfahrt

### Weitere Erfolge
- 10 Siege in FIS-Rennen